# Jann Parker
Jann Parker (* um 1955; † 19. Februar 2023) war eine US-amerikanische Jazzsängerin.

## Leben und Wirken
Jann Parker gewann bereits mit zehn Jahren den Nachwuchswettbewerb The Amateur Hour im Apollo Theatre und begann in den frühen 1980er-Jahren mit Auftritten in der New Yorker Clubszene in Erscheinung zu treten; 1980 trat sie in einem Jazz-Fusion-Stil auf, bei dem sie Popmusik mit Rhythm & Blues mischte. 1987 wurde sie vom Metropolitan All-Stars Orchestra im Citicorp Center begleitet; 1990 ebenso im Programm A Salute to the Music of Harlem. mit Art Blakey Jr., Bob Cunningham und Rahn Burton  gastierte sie mit dem Programm A Tribute to New York Musicians im Donnell Library Center, und bei einem Tribute to Sarah Vaughan wurde sie 1990 von dem Bassgitarristen Bob Cunningham und dem Keyboarder James Weidman begleitet.
Im Bereich des Jazz war Parker laut Tom Lord zwischen 1989 und 2008 an fünf Aufnahmesessions beteiligt, mit Larry Ridley & The Jazz Legacy Ensemble, dem Spirit of Life Ensemble (u. a. mit Antonio Hart, Talib Kibwe, Onaje Allan Gumbs, Belden Bullock, Marcus McLaurine, Winard Harper) und mit Chip Shelton and Peacetime. Mit dem „Queen City Blues“ wirkte sie am Soundtrack des Films Queen City (2013) von Peter McGennis mit; ihr Song „Through The Rain“ erschien 1998 auf einem Kompilationsalbum der Zeitschrift Jazziz (Voices of the New Culture). 2005 legte sie im Eigenverlag das Album Masterpieces vor, mit Standards wie „Caravan“,  „Cherokee“, „My Favourite Things“, „The Song Is You“, „Spring Can Really Hang You Up“ und einem Nina-Simone-Medley.